# Helmut Wick
Helmut Paul Emil Wick (Mannheim, 5 de agosto de 1915 — Canal da Mancha, 28 de novembro de 1940) foi um piloto de caça da Alemanha durante a Segunda Guerra Mundial. Foi creditado com 56 vitórias aéreas confirmadas em 168 missões de combate, sendo destes, 24 Spitfires.
Nascido em Mannheim, ingressou na Luftwaffe em 1936 e foi treinado como piloto de caça. Ele foi designado para o Jagdgeschwader 2 "Richthofen" (JG 2), e combateu nas Batalhas da França e da Grã-Bretanha. Em outubro de 1940, ele recebeu o cargo de comandante de ala do JG 2—o mais jovem da Luftwaffe a ocupar esse cargo. Wick foi abatido nas proximidades da Ilha de Wight em 28 de novembro de 1940, provavelmente pelo ás britânico John Dundas, que também foi abatido pelo ala de Wick. Ele foi colocado como desaparecido em ação, morte presumida.

## História
Wick era o mais jovem de três filhos de um engenheiro civil,  entrou para a recém criada força aérea alemã (Luftwaffe) em 1935. Recebeu a patente de Fahnenjunker em Abril de 1936, e em Julho de 1937 acabou sendo promovido para Fähnrich. Ao completar o seu treinamento de piloto, foi enviado para a II./JG 134 onde pilotou um caça biplano Arado Ar 68.
Recebeu a patente de Leutnant em 1 de Setembro de 1938. Já no mês de Janeiro de 1939, Wick foi enviado para a 1./JG 53, onde passou a pilotar os caças Messerschmitt Bf 109 estando sob o comando de Werner Mölders (115 vitórias, RK-Br, morto em acidente aéreo, 22 de Novembro de 1941).
Foi transferido para a JG 2 em 30 de Agosto de 1939 onde integrou a 3./JG 2 e serviu nesta unidade na defesa aérea de Berlim durante a Invasão da Polônia. A sua primeira vitória e de sua Geschwader ocorreu em 22 de Novembro de 1939 ao abater um caça frances Hawk 75 próximo de Strasbourg, pilotado pelo Adjutant Camille Plubeau (14 vitórias) do GC II/4, Armée de l’Air.
No dia 10 de Maio, a 3./JG 2 foi enviada para a Frente Ocidental mas Wick permaneceu um pouco mais devido a problemas no motor de seu avião que teve de ser trocado, e acabou chegando ao fronte apenas no dia 21 de Maio. Durante a Invasão da França atingiu um total de 12 vitórias confirmadas e outras duas não confirmadas.
Wick também obteve sucesso na Batalha da Inglaterra e foi apontado como Staffelkapitän da 3./JG 2 em 1 de Agosto de 1940, tendo liderado esta unidade até 23 de Junho. Pelos seus feitos em combate o Oberleutnant Wick foi condecorado com a Cruz de Cavaleiro da Cruz de Ferro em 27 de Agosto de 1940 e em seguida, no dia 4 de Setembro de 1940, recebeu a promoção para a patente de Hauptmann e assumiu o comando da 6./JG 2, tendo alcançado mais seis vitórias aéreas confirmadas nesta unidade, tendo um total de 28.
Wick foi designado Gruppenkommandeur of I./JG 2 no dia 9 de Setembro. No dia 5 de Outubro, ele abateu 5 caças da RAF sendo condecorado de imediato com as Folhas de Carvalho (Nr 4).
Foi promovido para Major e acabou se tornando o mais jovem soldado da Wehrmacht a atingir esta patente, estado com apenas 25 anos de idade. Wick em seguida foi designado Kommodore da JG 2 no dia 20 de Outubro de 1940, sendo o sucessor do Major Wolfgang Schellmann (25 vitórias, RK) que deixou este comando para assumir outro, o da Jagdgeschwader 27.
No dia 6 de Novembro, Wick abateu mais 5 caças da RAF sendo estas as suas vitórias de 48 até 52. No dia 28 de Novembro de 1940, Wick alcançou a sua 55ª vitória, se tornando por um curto período o maior ás do mundo em número de vitórias.No dia seguinte numa "Freie Jagd" sobre o Canal, Wick abateu um Spitfire, sendo esta a sua 56ª e última vitória.
No seu retorno para a base foi abatido pelo ás Flight Lieutenant John Dundas (13.333 confirmadas, 2 prováveis e 4.5 danificados) do 609 Squadron da RAF, que acabou morrendo no mesmo combate. Wick conseguiu sair se seu Bf 109 E-4 (W.Nr. 5344) “Black < - + -“ saltando sobre o Canal, o seu “Geschwaderstab Schwarm” Hauptmann Rudi Pflanz (52 vitórias, RK, morto em ação 31 de Julho de 1942) circulou a área avisando pelo rádio que um Spitfire havia sido abatido na esperança de chamar a atenção do serviço de resgate britânico. Pflanz continuou voando até o seu combustível quase acabar, tendo de fazer um pouso forçado nas praias da França.
O corpo de Wick nunca foi encontrado. Deixou uma viúva, Ursel, namorada com quem casou-se em Agosto de 1939 e um filho com 1 ano de idade ao tempo de seu desaparecimento. A família residia em Berlim.
Enquanto eu puder abater o inimigo, para a honra da Geschwader Richthofen e para o sucesso da Pátria, eu serei um homem feliz. Eu quero lutar e morrer lutando, levando comigo o maior número possível de inimigos.— Helmut Wick

## Sumário da carreira

### Reivindicações de vitórias aéreas
Matthews e Foreman, autores de Luftwaffe Aces — Biographies and Victory Claims, pesquisaram os Arquivos Federais Alemães e encontraram registros de 56 reivindicações de vitórias aéreas, além de outras quatro reivindicações não confirmadas, todas reivindicadas na Frente Ocidental.
| Crônica de vitórias aéreas | Crônica de vitórias aéreas | Crônica de vitórias aéreas | Crônica de vitórias aéreas | Crônica de vitórias aéreas                | Crônica de vitórias aéreas | Crônica de vitórias aéreas | Crônica de vitórias aéreas | Crônica de vitórias aéreas | Crônica de vitórias aéreas                     |
| --- | -------------------------- | -------------------------- | -------------------------- | ----------------------------------------- | -------------------------- | -------------------------- | -------------------------- | -------------------------- | ---------------------------------------------- |
| Este e o ♠ (ás de espadas) indicam aquelas vitórias aéreas que fizeram de Wick um "ás em um dia", termo que designa um piloto de caça que abateu cinco ou mais aviões em um único dia. Isso e o – (meia-risca) indicam reivindicações de vitória aérea não confirmadas para as quais Wick não recebeu crédito. |                            |                            |                            |                                           |                            |                            |                            |                            |                                                |
| Nº | Data                       | Hora                       | Modelo                     | Localização                               | Nº                         | Data                       | Hora                       | Modelo                     | Localização                                    |
| – 3. Staffel of Jagdgeschwader 2 – |                            |                            |                            |                                           |                            |                            |                            |                            |                                                |
| 1 | 22 de novembro de 1939     | 12:20                      | Hawk-75                    | sul de Bitche                             | 10                         | 8 de junho de 1940         | 21:00                      | MB.151                     | sudoeste de Soissons                           |
| — | 30 de abril de 1940        | —                          | Potez 63                   | arredores de Trier                        | 11                         | 8 de junho de 1940         | 21:10                      | MB.151                     | sudoeste de Soissons                           |
| — | 17 de maio de 1940         | —                          | LeO 451                    | arredores de Rethel                       | 12                         | 9 de junho de 1940         | 21:35                      | Blenheim                   | nordeste de Soissons                           |
| — | 19 de maio de 1940         | —                          | Swordfish                  | arredores de Calais                       | 13                         | 13 de junho de 1940        | 21:10                      | Battle                     | Montdidier                                     |
| — | 19 de maio de 1940         | —                          | Swordfish                  | arredores de Calais                       | 14                         | 17 de julho de 1940        | 15:07                      | Spitfire                   | sul da Ilha de Wight                           |
| 2 | 20 de maio de 1940         | 14:00                      | LeO 451                    | Cambrai/Saint-Quentin arredores de Rethel | 15                         | 11 de agosto de 1940       | 11:30                      | Hawk-75                    | proximidades da Ilha de Portland               |
| 3 | 20 de maio de 1940         | 14:05                      | LeO 451                    | Cambrai/Saint-Quentin arredores de Rethel | 16                         | 11 de agosto de 1940       | 11:34                      | Spitfire                   | proximidades da Ilha de Portland               |
| 4 | 5 de junho de 1940         | 17:17                      | MB.151                     | Ham/Péronne arredores de Compiègne        | 17                         | 11 de agosto de 1940       | 11:45                      | Hurricane                  | 40 km (25 mi) perto da Ilha de Portland        |
| 5 | 5 de junho de 1940         | 17:20                      | MB.151                     | Ham/Péronne arredores de Compiègne        | 18                         | 16 de agosto de 1940       | 14:35                      | Hurricane                  | leste de Portsmouth                            |
| 6 | 5 de junho de 1940         | 17:25                      | MB.151                     | Ham/Péronne arredores de Compiègne        | 19                         | 25 de agosto de 1940       | 18:25                      | Hurricane                  | Ilha de Portland                               |
| 7 | 5 de junho de 1940         | 17:30                      | MB.151                     | Ham/Péronne arredores de Compiègne        | 20                         | 25 de agosto de 1940       | 18:30                      | Spitfire                   | proximidades da Ilha de Portland               |
| 8 | 6 de junho de 1940         | 12:17                      | MB.151                     | Ham/Péronne arredores de Reims            | 21                         | 26 de agosto de 1940       | 17:30                      | Hurricane                  | Portsmouth                                     |
| 9 | 6 de junho de 1940         | 12:26                      | MB.151                     | Ham/Péronne arredores de Reims            | 22                         | 26 de agosto de 1940       | 17:35                      | Hurricane                  | Portsmouth                                     |
| – 6. Staffel da Jagdgeschwader 2 – |                            |                            |                            |                                           |                            |                            |                            |                            |                                                |
| 23 | 5 de setembro de 1940      | 16:10                      | Spitfire                   | arredores de Canterbury                   | 26                         | 8 de setembro de 1940      | 13:20                      | Hurricane                  |                                                |
| 24 | 6 de setembro de 1940      | 09:50                      | Spitfire                   | arredores de Dover                        | 27                         | 8 de setembro de 1940      | 13:30                      | Hurricane                  |                                                |
| 25 | 7 de setembro de 1940      | 18:25                      | Spitfire                   |                                           | 28                         | 8 de setembro de 1940      | 13:40                      | Hurricane                  |                                                |
| – Stab I. Gruppe da Jagdgeschwader 2 – |                            |                            |                            |                                           |                            |                            |                            |                            |                                                |
| 29 | 25 de setembro de 1940     | 14:30                      | Spitfire                   |                                           | 36                         | 1 de outubro de 1940       | 11:45                      | Spitfire                   | sul de Swanage                                 |
| 30 | 26 de setembro de 1940     | 17:40                      | Spitfire                   |                                           | 37♠                        | 5 de outubro de 1940       | 14:58                      | Hurricane                  | sul de Bournemouth arredores de Southampton    |
| 31 | 27 de setembro de 1940     | 13:00                      | Spitfire                   | leste da Ilha de Portland                 | 38♠                        | 5 de outubro de 1940       | 15:00                      | Hurricane                  | Bournemouth arredores de Southampton           |
| 32 | 28 de setembro de 1940     | 15:40                      | Hurricane                  | Selsey Bill                               | 39♠                        | 5 de outubro de 1940       | 15:03                      | Hurricane                  | Bournemouth arredores de Southampton           |
| 33 | 30 de setembro de 1940     | 12:30                      | Spitfire                   | proximidades da Ilha de Portland          | 40♠                        | 5 de outubro de 1940       | 18:35                      | Spitfire                   | leste da Ilha de Wight sul da Ilha de Portland |
| 34 | 30 de setembro de 1940     | 12:35                      | Spitfire                   | proximidades da Ilha de Portland          | 41♠                        | 5 de outubro de 1940       | 18:40                      | Spitfire                   | leste da Ilha de Wight sul da Ilha de Portland |
| 35 | 1 de outubro de 1940       | 11:40                      | Spitfire                   | sul de Swanage                            | 42                         | 15 de outubro de 1940      | 13:45                      | Spitfire                   | Portsmouth                                     |
| – Stab da Jagdgeschwader 2 – |                            |                            |                            |                                           |                            |                            |                            |                            |                                                |
| 43 | 29 de outubro de 1940      | 15:29                      | Hurricane                  | Portsmouth                                | 50♠                        | 6 de novembro de 1940      | 15:45                      | Spitfire                   | leste da Ilha de Wight                         |
| 44 | 29 de outubro de 1940      | 15:33                      | Spitfire                   | Portsmouth                                | 51♠                        | 6 de novembro de 1940      | 15:46                      | Spitfire                   | leste da Ilha de Wight                         |
| 45 | 5 de novembro de 1940      | 14:35                      | Hurricane                  | nordeste de Portland                      | 52♠                        | 6 de novembro de 1940      | 15:48                      | Spitfire                   | leste da Ilha de Wight                         |
| 46 | 5 de novembro de 1940      | 14:37                      | Hurricane                  | nordeste de Portland                      | 53                         | 7 de novembro de 1940      | 15:25                      | Hurricane                  | sul de Portsmouth                              |
| 47 | 5 de novembro de 1940      | 14:40                      | Spitfire                   | nordeste de Portland                      | 54                         | 10 de novembro de 1940     | 15:43                      | Spitfire                   | leste de Portsmouth                            |
| 48♠ | 6 de novembro de 1940      | 15:35                      | Hurricane                  | Southampton                               | 55                         | 28 de novembro de 1940     | 15:10                      | Spitfire                   | nordeste da Ilha de Wight                      |
| 49♠ | 6 de novembro de 1940      | 15:37                      | Hurricane                  | Southampton                               | 56                         | 28 de novembro de 1940     | 17:13                      | Spitfire                   | Bournemouth proximidades da Ilha de Wight      |

### Condecorações
- Cruz de Ferro (1939)
  - 2ª classe (21 de dezembro de 1939)[13]
  - 1ª classe (6 de junho de 1940)[13]
- Distintivo de Piloto/Observador em Ouro com Diamantes
- Cruz de Cavaleiro da Cruz de Ferro (27 de agosto de 1940) como Oberleutnant e Staffelkapitän do 3./JG 2[14][15]
  - 4ª Folhas de Carvalho (6 de outubro de 1940) como Major e Gruppenkommandeur do I./JG 2[16][Nota 1]
- Cinco referências nomeadas no Wehrmachtbericht (26 de agosto de 1940, 6 de outubro de 1940, 8 de novembro de 1940, 16 de novembro de 1940 e 4 de dezembro de 1940)[17]

### Promoções
- 1 de setembro de 1938 – Leutnant (segundo-tenente)[18]
- 21 de julho de 1940 – Oberleutnant (primeiro-tenente)[18]
- 7 de setembro de 1940 – Hauptmann (capitão)[18]
- 20 de outubro de 1940 – Major (major)[19]